# The Vanishing
The Vanishing (Brasil: O Silêncio do Lago / Portugal: A Desaparecida) é um filme de suspense de 1993 estrelado por Jeff Bridges, Kiefer Sutherland, Nancy Travis e Sandra Bullock. É um remake americano em língua-inglesa do filme franco-holandês de mesmo nome de 1988, também dirigido por George Sluizer.

## Enredo
Jeff Harriman (Kiefer Sutherland) sai de férias com sua namorada Diane Shaver (Sandra Bullock), que desaparece completamente em um posto de gasolina. Três anos depois, Jeff ainda está obcecado em descobrir o que ocorreu. Barney Cousins (Jeff Bridges) aparece e admite que foi o responsável pelo desaparecimento. Cousins promete mostrar a Jeff o que aconteceu com Diane, mas apenas se ele concordar em fazer exatamente o que ela fez.
Em uma pequena série de flash-backs, a construção do crime é mostrada. Jeff é levado para o posto de gasolina onde sua amada desapareceu e escuta que se tomar uma caneca de café contendo drogas, vai descobrir o destino dela por sua própria experiência. Ele o faz, e acorda com a descoberta de que está sendo enterrado vivo.
Nesse ponto o filme original terminou. O remake continua conforme o seguinte:
A nova namorada de Jeff, Rita (Nancy Travis), seguiu ele e o assassino para a área e descobre a tempo o que aconteceu. Ela consegue fazer Cousins beber o café drogado ao falar sobre a filha dele, mas não sabia que a droga demorava 15 minutos para fazer efeito. Ela sai à procura de Jeff, mas é impedida no último minuto por Cousins. Felizmente, Jeff reviveu e é capaz de escalar a cova para matar seu atormentador, batendo em Cousins até a morte com a pá que ele usou para enterrá-lo. O remake termina com Jeff e Rita juntos de volta, vendendo a história como novela para uma editora.

## Receptividade
Esse remake foi muito mal recebido pelo público e pela crítica; A Variety o chamou de "esquemático e não convincente"  enquanto Nigel Floyd da Time Out, caracterizou o filme como um remake "mal planejado, lobotomizado de Hollywood."